# Epectris mollis
Epectris mollis är en spindelart som beskrevs av Simon 1907. Epectris mollis ingår i släktet Epectris och familjen dansspindlar.
Artens utbredningsområde är Sri Lanka. Inga underarter finns listade i Catalogue of Life.